# John Lockyer
John Lockyer (* 5. November 1971) ist ein ehemaliger kanadischer Skispringer.

## Werdegang
Sein internationales Debüt gab Lockyer am 5. Dezember 1987 im Rahmen des Skisprung-Weltcup in Thunder Bay. In seiner ersten vollständigen Saison 1989/90 verpasste er dabei in allen Springen deutlich die Punkteränge. Bestes Ergebnis war Rang 45 in Predazzo. Auch bei der Skiflug-Weltmeisterschaft 1990 in Vikersund blieb er als 47. ohne Erfolg.
Auch in die folgende Saison 1990/91 startete er erneut ohne Punkterfolge. Bei der Nordischen Skiweltmeisterschaft 1991 im Val di Fiemme erreichte er Rang 59 von der Normalschanze und Rang 54 von der Großschanze.
Auch in den folgenden zwei Jahren hatte Lockyer weiter einen festen Platz im Weltcup-Kader, jedoch blieb er auch weiter ohne Erfolge. Bei der Vierschanzentournee 1992/93 gelang ihm jedoch mit Rang 47 der Gesamtwertung der beste Gesamtrang seiner Karriere. Bei der Nordischen Skiweltmeisterschaft 1993 im schwedischen Falun erreichte er Rang 54 von der Großschanze. Von der Normalschanze landete Lockyer auf Rang 48.
Bei der Skiflug-Weltmeisterschaft 1994 in Planica landete Lockyer auf Rang 35.  Beim Teamweltcup in Thunder Bay im März 1994 erreichte er mit der Mannschaft den neunten Rang.
Bei einem Springen wenig später in Calgary brach sich Lockyer bei einem Sturz das Genick. Das Rückenmark wurde dabei nicht verletzt, so dass er nach einiger Zeit einen Comeback-Versuch startete.
Mit dem Start bei der Nordischen Skiweltmeisterschaft 1995 in Thunder Bay beendete Lockyer schließlich seine aktive Skisprungkarriere. Dabei erreichte er von der Normalschanze noch einmal Rang 54, bevor er auf der Großschanze auf dem 49. Platz landete.
Im September 2009 wurde Lockyer in die Northwestern Ontario Sports Hall of Fame aufgenommen. Er ist Vater von vier Kindern.

## Erfolge

### Continental-Cup-Siege im Einzel
| Nr. | Datum        | Ort     | Typ           |
| --- | ------------ | ------- | ------------- |
| 1.  | 5. März 1994 | Calgary | Normalschanze |

## Statistik

### Vierschanzentournee-Platzierungen
| Saison  | Platz | Punkte |
| ------- | ----- | ------ |
| 1989/90 | 76.   | 265,5  |
| 1991/92 | 56.   | 221,4  |
| 1992/93 | 47.   | 226,4  |
| 1993/94 | 75.   | 056,5  |